# Боньково-Косьцельне
Боньково-Косьцельне (пол. Bońkowo Kościelne) — село в Польщі, у гміні Радзанув Млавського повіту Мазовецького воєводства.
Населення — 182 особи (2011).

## Демографія
Демографічна структура станом на 31 березня 2011 року:
|          | Загалом | Допрацездатний вік | Працездатний вік | Постпрацездатний вік |
| -------- | ------- | ------------------ | ---------------- | -------------------- |
| Чоловіки | 95      | 15                 | 69               | 11                   |
| Жінки    | 87      | 18                 | 40               | 29                   |
| Разом    | 182     | 33                 | 109              | 40                   |